# Samsung Galaxy S II
De Samsung Galaxy S II i9100 (kortweg Samsung Galaxy S II genoemd) is de opvolger van de Samsung Galaxy S en de voorloper van de op 3 mei 2012 uitgebrachte Samsung Galaxy S3. De telefoon werd op 13 februari 2011 officieel aangekondigd op het MWC 2011. De telefoon was vanaf 18 mei 2011 in Nederland en België verkrijgbaar. Aanvankelijk werd de Galaxy S II met het besturingssysteem Android 2.3 geleverd, maar middels een update kan men overstappen naar het nieuwere Android 4.1 (Jelly Bean).
Het toestel had ten opzichte van zijn voorganger een aantal grote verbeteringen. Een voorbeeld hiervan is de camera, die over 8 megapixel beschikte. Het scherm werd eveneens verbeterd: de Samsung Galaxy S2 beschikt over een Super Amoled Plus-scherm overdekt met Gorilla Glass. Ook werd het scherm vergroot naar 4,3 inch. De batterij heeft sinds de eerste Samsung Galaxy S een upgrade gekregen; van 1500 mAH (Li-ion-batterijtype) naar 1650 mAH (eveneens Li-ion). Er kon nu worden gekozen tussen een intern geheugen van 16 GB of 32 GB. Ook de processor is opnieuw verbeterd. De Galaxy S II gebruikt een dualcoreprocessor met een kloksnelheid van 1,2 GHz. Op 12 mei 2011 werd bekend dat enkele ontwikkelaars de processor stabiel hadden overgeklokt naar 1,5 GHz. In theorie is zelfs 1,8 GHz mogelijk.

## Record
Ook dit toestel had kort na de introductie een record op zijn naam staan. De Samsung Galaxy S II werd in een maand tijd een miljoen keer verkocht. Dat is sneller dan zijn voorganger, die in 70 dagen een miljoen keer over de toonbank ging. Een ander record dat in handen van de Samsung Galaxy S II is, is het aantal bestellingen in het eerste uur. Die teller staat op ongeveer 200.000. Er waren bovendien 3 miljoen pre-orders gedaan.
Op 3 juli 2011 is door Samsung bekendgemaakt dat er drie miljoen exemplaren wereldwijd zijn verkocht in 55 dagen. Dit zijn ongeveer 50.000 exemplaren per dag en hiermee wordt het record van de eerste Samsung Galaxy S verbroken.
Nog een teken van zijn grote populariteit is het aantal applicaties dat er speciaal voor ontwikkeld is: met 18% van alle Android-applicaties geprogrammeerd voor de telefoon is het voor ontwikkelaars de populairste smartphone.

## Prijzen
Op 7 december 2011 verkoos de Nederlandse vakpers de Samsung Galaxy SII tot het beste product van 2011. Volgens de vakjury zette de smartphone het besturingssysteem 'eindelijk op de kaart'. De Galaxy SII versloeg onder meer de iPad en Nokia Lumia 800.